# Línea 7 (Urbanos de Getafe)
La línea 7 de la red de autobuses urbanos de Getafe une de forma circular la estación de Getafe Central con el Parque Tecnológico TecnoGetafe.

## Características
Fue puesta en servicio el 22 de abril de 2024, uniendo la estación de Getafe Central con el Parque Tecnológico TecnoGetafe a través de un itinerario circular.
La línea circula exclusivamente por el término municipal de Getafe. Como bien se expresa en la numeración interna del CRTM, recibe el número 7065. El primer dígito corresponde a la línea, en este caso la línea 7. Y los últimos tres dígitos corresponden al municipio por el que circula, en este caso 065 corresponde al municipio de Getafe.
La línea no mantiene los mismos horarios todo el año, desde el 16 de junio al 15 de septiembre se reducen de forma progresiva el número de expediciones, además de los días excepcionales vísperas de festivo y festivos de Navidad en los que los horarios también cambian y se reducen. Circula únicamente de lunes a viernes laborables, por lo que no presta servicio los fines de semana ni festivos.
La línea está operada por la empresa Avanza Movilidad Integral mediante la concesión administrativa VCM-402 - Madrid – Getafe – Alcorcón (Viajeros Comunidad de Madrid) del Consorcio Regional de Transportes de Madrid.
1. ↑  Madrid, Comunidad de (16 de abril de 2024). «La Comunidad de Madrid estrena una nueva línea urbana de autobús en Getafe facilitando el acceso a su Parque Tecnológico». Comunidad de Madrid. Consultado el 18 de abril de 2024.

## Horarios
| 16 septiembre - 15 junio  | 16 septiembre - 15 junio | 16 junio - 31 julio y 1 - 15 septiembre | 16 junio - 31 julio y 1 - 15 septiembre | 1 - 31 agosto              |
| Lunes a jueves laborables | Viernes laborables       | Lunes a jueves laborables               | Viernes laborables                      | Lunes a viernes laborables |
| 07:30                     | 07:30                    | 06:30                                   | 06:30                                   | 07:30                      |
| 08:00                     | 08:00                    | 07:30                                   | 07:30                                   | 08:30                      |
| 08:30                     | 08:30                    | 08:00                                   | 08:00                                   | 09:30                      |
| 09:00                     | 09:00                    | 08:30                                   | 08:30                                   | 14:15                      |
| 09:30                     | 09:30                    | 09:00                                   | 09:00                                   | 15:15                      |
| 14:15                     | 14:15                    | 09:30                                   | 09:30                                   |                            |
| 15:15                     | 15:15                    | 14:15                                   | 14:15                                   |                            |
| 16:45                     | 16:15                    | 15:15                                   | 15:15                                   |                            |
| 17:45                     | 17:15                    | 16:45                                   | 16:15                                   |                            |
| 18:45                     | 18:15                    | 17:45                                   | 17:15                                   |                            |
|                           |                          | 18:45                                   | 18:15                                   |                            |

1. 1 2 3 4 5  Hasta el Paseo de Tiselius, no vuelve a Getafe Central.

Paso por la calle de Eric Kandel aproximadamente 15 minutos después de su salida desde Getafe Central. Duración del recorrido circular completo aproximadamente 30 minutos.

## Recorrido y paradas
| Código | Parada                                  | Común con         | Conexiones con Metro y Cercanías |
| ------ | --------------------------------------- | ----------------- | -------------------------------- |
| 16007  | Ferrocarril - Est. Getafe Centro        | 2 Pi1 Pi2 428 468 | Getafe Central                   |
| 17895  | Ferrocarril - Est. Antonio de Mendoza   | 1 441 444         | Alonso de Mendoza                |
| 21175  | Eric Kandel - Pza. Leo Esaki            |                   |                                  |
| 21176  | Av. Rita L. Montalcini - María G. Mayer |                   |                                  |
| 21177  | Av. Rita L. Montalcini - Melvin Calvin  |                   |                                  |
| 21178  | Gerty Cori - Gertrude Elión             |                   |                                  |
| 21182  | P.º Tiselius - Colegio                  |                   |                                  |
| 08243  | Greco - Est. Alonso de Mendoza          | 1 441 462         | Alonso de Mendoza                |
| 16006  | Ferrocarril - Est. Getafe Centro        | 2 Pi1 Pi2 428     | Getafe Central                   |
| 16007  | Ferrocarril - Est. Getafe Centro        | 2 Pi1 Pi2 428 468 | Getafe Central                   |